# 大沙瓦讷
大沙瓦讷（法語：Chavannes-les-Grands，法語發音：[ʃavan le ɡʁɑ̃]）是法国勃艮第-弗朗什-孔泰大区贝尔福地区省的一个市镇，属于贝尔福区。

## 地理
大沙瓦讷（47°35'28"N, 7°2'49"E）面积6.93 平方千米，位于法国勃艮第-弗朗什-孔泰大區贝尔福地区省，该省份为法国东北部内陆省份，东临上莱茵省，北起孚日省，西接上索恩省，南与杜省和瑞士接壤。
与大沙瓦讷接壤的市镇（或旧市镇、城区）包括：马尼、阿尔特纳克、芒斯帕克、新蒙特勒、罗马尼、布列塔尼、沙瓦纳特、弗洛里蒙、韦莱斯科。

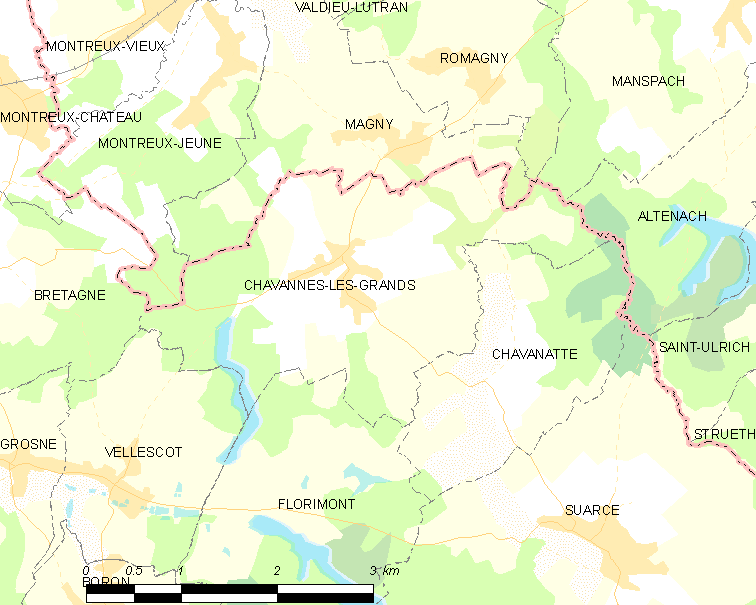
大沙瓦讷的OSM定位图

大沙瓦讷的时区为UTC+01:00、UTC+02:00（夏令时）。

## 行政
大沙瓦讷的邮政编码为90100，INSEE市镇编码为90025。

## 政治
大沙瓦讷所属的省级选区为格朗维拉尔县。

## 人口

1962-2008年间大沙瓦讷人口变化图示

大沙瓦讷于2022年1月1日时的人口数量为343人。